# Cantone di Sorbiers
Il Cantone di Sorbiers è una divisione amministrativa dell'Arrondissement di Saint-Étienne.
È stato costituito a seguito della riforma approvata con decreto del 26 febbraio 2014, che ha avuto attuazione dopo le elezioni dipartimentali del 2015.

## Composizione
Comprende i 13 comuni di:
- Cellieu
- Chagnon
- L'Étrat
- Fontanès
- La Fouillouse
- Marcenod
- Saint-Christo-en-Jarez
- Saint-Héand
- Saint-Romain-en-Jarez
- Sorbiers
- La Talaudière
- La Tour-en-Jarez
- Valfleury